# Nannie fra Kentucky
Nannie fra Kentucky er en amerikansk stumfilm fra 1917 af Rupert Julian.

## Medvirkende
- Rupert Julian som John Silverwood.
- Ruth Clifford som Nannie.
- Harry Carter som Windfield Gordon / Henry Gordon.
- Aurora Pratt som Mrs. Morgan.
- Emory Johnson som Tom Boling.